# Oleg Juravlyov
Oleg Borisovich Juravlyov (Олег Борисович Журавлёв, Oleg Borisowicz Żurawlow), (ur. 17 maja 1982) – uzbecki lekkoatleta, dwukrotny olimpijczyk.

## Występy na igrzyskach olimpijskich
Oleg Juravlyov brał dwukrotnie udział w Igrzyskach Olimpijskich. W 2000 r. w Sydney wwystąpił w męskiej sztafecie 4 x 100 m. Drużyna z czasem 41,20 s. zajęła 8 miejsce w eliminacjach i odpadła z dalszej rywalizacji.
Ponownie Juravlyov wystąpił na igrzyskach w Pekinie w 2008 r., gdzie wystartował w biegu na 200 m. Uzyskał czas 22,31 s. zajmując tym samym 8 miejsce w biegu eliminacyjnym i odpadając z dalszej rywalizacji.